# Chen Po-liang
Chen Po-liang - em chinês tradicional, 陳柏良 (Kaohsiung, 11 de agosto de 1988) é um futebolista taiwanês que atua como meio-campista. Atualmente defende o Qingdao West Coast.

## Carreira
Em 2006, iniciou sua carreira no futebol universitário de seu país natal, jogando pelo Taiwan PE College. Após 4 anos, foi para o Taipower, onde não jogou. No ano seguinte, estreou profissionalmente no futebol de Hong Kong, atuando em 7 partidas pelo TSW Pegasus antes de regressar ao Taipower ainda em 2011, disputando 8 jogos e fazendo 10 gols, vencendo a Copa dos Presidentes da AFC.
Desde 2012, quando assinou com o Shenzhen Ruby (53 partidas e 9 gols), Chen Po-liang atua no futebol da China (que se refere a Taiwan como uma "província rebelde"), passando também por Shanghai Shenhua (13 jogos em 2014) e Zhejiang Greentown, sua atual equipe.

## Carreira internacional
O meio-campista defende a Seleção de Taipé Chinês desde 2006, quando ainda era jogador universitário, e em agosto de 2009 foi nomeado capitão dos Azuis e Brancos aos 20 anos de idade, tornando-se o mais jovem futebolista a utilizar a braçadeira.
Pela primeira fase das eliminatórias da Copa de 2014, fez o único gol na derrota por 2 a 1 para a Malásia, e também deixou uma bola na rede na vitória por 3 a 2, tendo perdido um pênalti. Apesar da vitória, Taipé Chinês foi eliminado pelo critério do gol fora, e o meio-campista não segurou as lágrimas em decorrência do pênalti perdido. Chen é o recordista em jogos e gols pela Seleção, com 70 partidas e 25 gols - destes, 3 foram na vitória sobre Brunei, em abril de 2009.

## Títulos
Taipower
- Campeonato Taiwanês: 2 (2010 e 2011)
- Copa dos Presidentes da AFC: 1 (2011)